# Политько, Екатерина Юрьевна
Екатерина Юрьевна Политько (род. 23 декабря 1982 года) — российская пловчиха в ластах, заслуженный мастер спорта России.

## Биография
Родилась в городе Омск 23 декабря 1982 года. В возрасте 8 лет начала заниматься плаванием под руководством заслуженных тренеров России Н.Н. Рощиной и А.В. Слуднова. После выполнения норматива мастера спорта перешла в плавание в ластах под руководством И.В. Захарова.
В 2000 году Екатерина завоевала свои первые золотые медали на чемпионате мира в Пальма-де-Мальорка, став победительницей на дистанциях 800 и 1500 метров.
В 2001 году ей присвоено звание «Заслуженный мастер спорта России».

### Достижения
- Трёхкратный чемпион мира.
- Многократный призёр чемпионатов мира, Европы и Всемирных игр.
- 2000 год – присвоено звание «Мастер спорта России международного класса».
- 2001 год – присвоено звание «Заслуженный мастер спорта России».

### Тренерская деятельность
После завершения спортивной карьеры Екатерина работает тренером высшей категории по плаванию. В настоящее время трудится в плавательном бассейне «Лазурный» города Новосибирск.

## Личная жизнь
Екатерина замужем за Секисовым Александром Владимировичем. В семье двое детей: старшая дочь Василиса и младший сын Натан. Екатерина активно участвует в воспитании детей, совмещая это с тренерской работой и популяризацией плавания в ластах.